# Декларација о независности САД
Декларација о независности САД (енгл. The Declaration of Independence) документ је којим је проглашена независност америчких колонија од енглеске матице. Декларацију је у Филаделфији потписало 13 дотадашњих британских колонија у Новом свету, чиме су прогласиле своју независност и објасниле своје разлоге за то. У Декларацији је истакнуто право на револуцију, тј. начело да је право и дужност сваког народа да измени или збаци тиранску власт која га тлачи. Она представља један од најзначајнијих корака ка утемељивању америчке државе каква данас постоји. Написао ју је Томас Џеферсон а у Другом Континенталном конгресу је усвојена 4. јулa 1776. године. Декларација постала конститутивни акт САД, тј. њихов први уставни акт. Тај дан се у САД слави као Дан независности. Велика Британија је признала независност својих бивших колонија 3. септембра 1783.
Лијева резолуција за независност је усвојена је 2. јула без супротних гласова. Комитет петорке је саставио нацрт декларације да буде спреман када Конгрес гласа о независности. Џон Адамс, лидер иницијативе за независност, убедио је комитет да изабере Томаса Џеферсона да састави оригинални нацрт документа, који је Конгрес уредио да би се произвела коначна верзију. Декларација је била формално објашњење зашто је Конгрес изгласао независност од Велике Британије, више од годину дана након избијања Америчког револуционарног рата. Адамс је писао својој супрузи Абигејл: „Други дан јула 1776. ће бити најупечатљивија епоха, у историји Америке” - иако се Дан независности заправо слави 4. јула, што је датум када је усвојен текст Декларације о независности.
Након ратификације текста 4. јула, Конгрес је објавио Декларацију о независности у неколико облика. Првобитно је објављена као штампани проглас, који је широко дистрибуиран и читан у јавности. Изворна копија која је коришћена за ову штампу је изгубљена и можда је била копија у руци Томаса Џеферсона. Џеферсонов оригинални нацрт сачуван је у Конгресној библиотеци, заједно са изменама које су направили Џон Адамс и Бенџамин Френклин, као и Џеферсонове белешке о променама које је направио Конгрес. Најпознатија верзија Декларације је потписана копија која се приказује у Националном архиву у Вашингтону, и која се популарно сматра званичним документом. Овај украшени примерак (финална, калиграфска копија) је наручен од стране Конгреса 19. јула и потписан 2. августа.

## Позадина

### Оснивање колонија у Северној Америци
Прву енглеску колонију на северноамеричком тлу, Џејмстаун (Вирџинија), основао је Џон Смит 1607. године у Вирџинији. Године 1608., Французи су основали Квебек, а Холанђани 1614. године Нови Амстердам, данашњи Њујорк. До средине 18. века Енглези су основали 13 колонија и преузели доминацију у Северној Америци, која се још више потврђује након Седмогодишњег рата (1756.-1763), миром у Паризу, по којем су се Французи одрекли својих колонија у корист Енглеске.

### Формирање свести о припадности америчкој нацији
Незадовољни политиком матице према колонијама, понајвише енглеског краља Џорџа III, и њиховим искориштавањем, крајем 18. века ствара се осећање припадности америчкој нацији, што је довело до опште тежње за, не само ослобађањем од утицаја, већ и остваривању независности од Енглеске. Нетрпељивост према Енглеској јавља се од 1765. године доношењем закона о опорезивању колонија, увођењем такси на лична документа и пореза на чај. Колонијалисти су, огорчени односом матице према њима, кренули да дижу побуне против Енглеске, које су узбуниле посланике енглеског Парламента, који стога укидају све новодонесене мере, сем пореза на чај. Овај потез је заправо био покушај Енглеске да помогне Британску источноиндијску компанију, која је имала огромне залихе непродатог чаја и јер се у колонијама пио кријумчарени чај. Парламент је колонијама понудио продавање чаја по нижој цени од кријумчареног, али су колонијалисти жељни повода за ослобађањем од Енглеске, овај предлог одлучно одбили. У луци Бостон, колонисти су, преобучени у Индијанце, бацили товаре чаја у море у децембру 1773. године. Овај догађај је у историји познат као Бостонска чајанка и представља повод за избијање рата између Енглеске и њених америчких колонија и незванични почетак тзв. Америчке револуције (1775—1783).

## Декларација независности
Овај документ назван „Декларација независности“ (енгл. Declaration of Independence, званичан британски назив: The unanimous Declaration of the thirteen United States of America) сам по себи декларише да су 13 северноамеричких колонија „слободне и независне државе и да се све политичке везе са Великом Британијом прекидају“ и даље образлаже разлоге отцепљења од власти матице. Представља заправо наставак Резолуције Ричарда Хенрија Лија усвојене 2. јула на Конгресу, која је прва прокламовала независност колонија. 2. августа 1776. године је направљена увеличана копија овог документа којег су потписали готово сви ондашњи конгресмени и ова копија се данас чува у Државној архиви докумената у САД. Њоме се истиче и „да су сви људи створени једнаки и да је њихово неотуђиво право право на живот, слободу и тежња ка срећи. Да би та права остварили, људи стварају државе и организују праведну власт. Ако је та власт штетна, они могу да је замене, укину и установе нову државу“.
Датум парафирања ове декларације представља датум настанка САД, где се и слави као Дан независности.
Декларацију независности САД потписало је тадашњих 13 северноамеричких колонија:
1. Њу Хемпшир
2. Масачусетс
3. Роуд Ајленд
4. Конектикат
5. Њујорк
6. Њу Џерзи
7. Пенсилванија
8. Делавер
9. Мериленд
10. Вирџинија
11. Северна Каролина
12. Јужна Каролина
13. Џорџија